# Mark Umbers
Mark Umbers (Harrogate, 17 giugno 1973) è un attore e cantante britannico.

## Biografia
Si è laureato in lettere classiche a Oxford prima di debuttare al Royal National Theatre nel 1999 con il musical Candide e le opere shakespeariane Troilo e Cressida ed Il mercante di Venezia. Nel 2001 torna a recitare al National Theatre in un acclamato revival di My Fair Lady con Jonathan Pryce, Martine McCutcheon, la regia di Trevor Nunn e le coreografie di Matthew Bourne. Nel 2007 ha recitato con Jessica Lange nel revival londinese de Lo zoo di vetro e per la sua performance viene candidato all'Evening Standard Award. Nel 2009 debutta alla Menier Chocolate Factory in un revival di Sweet Charity e in questo teatro recita anche nei musical Merrily We Roll Along con Jenna Russell (2012) e She Loves Me con Scarlett Strallen (2016). Nel 2017 torna a recitare in Merrily We Roll Along, questa volta a Boston.

## Filmografia

### Cinema
- Love Is the Devil, regia di John Maybury (1998)
- Le seduttrici (A Good Woman), regia di Mike Barker (2004)
- Colour Me Kubrick (Colour Me Kubrick: A True...ish Story), regia di Brian W. Cook (2006)
- Sogni e delitti (Cassandra's Dream), regia di Woody Allen (2007)
- Che - Guerriglia (Guerrilla), regia di Steven Soderbergh (2008)
- The Turn of the Screw, regia di Tim Fywell – film TV (2009)
- King Arthur - Il potere della spada (King Arthur: Legend of the Sword), regia di Guy Ritchie (2017)
- Dolittle, regia di Stephen Gaghan (2020)

### Televisione
- Testimoni silenziosi (Silent Witness) - serie TV, 2 episodi (1998)
- Casualty - serie TV, 2 episodi (1998)
- Metropolitan Police - serie TV, 1 episodio (1999)
- L'ispettore Barnaby (Midsomer Murders) - serie TV, episodi 7x04-11x01 (2004-2008)
- Mistresses - Amanti (Mistresses) - serie TV, 2 episodi (2009)
- My Dinner with Hervé, regia di Sacha Gervasi – film TV (2018)
- Collateral – miniserie TV, 4 puntate (2018)
- Brave New World – serie TV, episodio 1x02 (2020)
- Grantchester - serie TV, episodio 5x03 (2020)
- Hotel Portofino – serie TV, 18 episodi (2022-2024)

## Doppiatori italiani
Nelle versioni in italiano delle opere in cui ha recitato, Mark Umbers è stato doppiato da:
- Riccardo Niseem Onorato ne Le seduttrici, Collateral
- Sandro Acerbo in Sogni e delitti
- Francesco Prando in Hotel Portofino